# 大路镇 (琼海市)
大路镇是中华人民共和国海南省琼海市下辖的一个镇。

## 行政区划
大路镇下辖以下村级行政区划单位：
大路村、礼合村、美容村、安竹村、新村、岭脚村、青天村、湖仔村、马寨村、江湖村、蔗园坡村、石桥村、青廊村、堆头村和云满村。